# Entführungsversicherung
Eine Entführungs- bzw. Lösegeldversicherung erstattet im Fall einer Geiselnahme das Lösegeld, deckt aber auch die Kosten für Vermittler, Dolmetscher sowie Psychiater und Ärzte zur Nachbetreuung ab. Einige Versicherungen beteiligen sich zudem an den Kosten für Sicherheitstrainings ihrer Kunden. Als Versicherungsnehmer kommen Unternehmen und Personen in Betracht, die in Hochrisikogebieten aktiv sind. Zu den häufig abgedeckten Orten zählen Teile Russlands und Osteuropas, Haiti, Mexiko, Venezuela, Nigeria und andere afrikanische Staaten. Die Versicherung wird etwa für Manager europäischer Firmen im Ausland sowie für Mitarbeiter von Nichtregierungsorganisationen (NGOs) angeboten.
In Deutschland war die Lösegeldversicherung bis 1998 unzulässig.

## Entführung durch Außerirdische
Eine Spezialform der Entführungsversicherung ist die Versicherung gegen eine Entführung durch Außerirdische. Obwohl es keine Belege dafür gibt, dass ein solches Ereignis jemals eingetroffen ist, bieten mehrere Versicherungsunternehmen Policen an, die dann fällig werden, wenn der Versicherte nachweisen kann, dass er von Außerirdischen entführt und wieder auf die Erde zurückgebracht wurde. Die US-amerikanische St. Lawrence Agency sowie ein britisches Versicherungsunternehmen sollen jeweils mehr als 20.000 Policen verkauft haben.
Experten kritisieren, dass sich derartige Policen in erster Linie an Menschen mit psychischen Krankheiten richteten.
Die Heaven’s-Gate-Sekte erwarb vor ihrem Massenselbstmord eine Versicherung gegen die Entführung durch Außerirdische. Der Londoner Versicherer GRIP garantierte für einen Beitrag von 155 US-Dollar im Jahr eine Zahlung in Höhe von 160.000 US-Dollar für eine nachgewiesene Entführung durch extraterrestrische Wesen. Bei einer gleichzeitigen Schwängerung durch Außerirdische wäre die Summe sogar auf 320.000 US-Dollar gestiegen. Diese Option war explizit auch für Männer möglich, als Schutz vor den unbekannten technologischen Möglichkeiten der Außerirdischen.